# Eric Varley
Eric Graham Varley, baron Varley, (11 août 1932 - 29 juillet 2008) est un homme politique travailliste britannique et un ministre de la droite du parti. 

## Jeunesse
Eric Varley est le fils de Frank Varley, mineur de charbon, et de son épouse Eva Goring. Il fréquente l'école secondaire moderne locale qu'il quitte à l'âge de quatorze ans en 1946. Sa mère ne veut pas qu'il descende dans la fosse, il commence sa vie professionnelle comme apprenti tourneur chez Staveley Iron Works, avant de devenir ingénieur en 1952. Sans ses prédilections politiques, sa carrière aurait pu aller dans une direction entièrement différente, car dans sa jeunesse, il est considéré comme un footballeur de premier ordre, devient semi-professionnel et est considéré par les experts comme ayant l'étoffe d'un footballeur professionnel de premier plan. 

## Carrière politique
Il est actif au sein du Syndicat national des mineurs et devient secrétaire de branche du syndicat en 1955, rejoignant le Parti travailliste la même année. Après une période au Ruskin College, Varley est désigné par le NUM pour être le candidat travailliste de sa ville natale, où le député travailliste sortant, George Benson prend sa retraite du Parlement. Il est sélectionné en juin 1963 et remporte le siège de Chesterfield aux élections de 1964. 
Bien qu'il se soit rebellé contre la demande du gouvernement d'adhérer au Marché commun en 1967, Varley devient whip adjoint plus tard cette année-là et secrétaire privé parlementaire du premier ministre Harold Wilson en novembre 1968. Il sert brièvement comme ministre subalterne sous Tony Benn au ministère de la Technologie à partir de 1969. Pendant la période d'opposition du Parti travailliste au début des années 1970, Varley est président du groupe des députés syndicalistes et est le porte-parole sur le carburant et l'énergie. 
Il est nommé secrétaire d'État à l'Énergie en mars 1974 lorsque le parti travailliste revient au pouvoir. La nomination d'un député parrainé par le NUM aide le gouvernement à mettre fin à la grève du NUM qui a conduit le gouvernement précédent à rationner l'électricité à trois jours par semaine. Varley subventionne le National Coal Board et choisit une entreprise britannique pour les nouvelles centrales nucléaires plutôt qu'un rival américain. Il entame la procédure de nationalisation du pétrole de la mer du Nord. Lors du référendum sur le marché commun, il préconise un vote «non», mais ne joue pas un rôle important dans la campagne. Immédiatement après, Wilson échange les postes de Varley et de Benn, de sorte que Varley est promu secrétaire d'État à l'Industrie. En novembre 1976, Varley subit un désaveu public embarrassant lorsqu'il décide de fermer l'usine automobile Chrysler déficitaire: le Cabinet le force à augmenter sa subvention pour la maintenir ouverte. Il poursuit le lent programme de nationalisation du gouvernement en nommant Michael Edwardes pour prendre la relève de British Leyland. 
Lorsque le parti travailliste entre dans l'opposition en 1979, Varley est élu au cabinet fantôme à la cinquième place. Il mène la campagne de Denis Healey à la direction du parti en 1980 et est battu par le représentant de l'aile gauche, Norman Atkinson pour le poste de trésorier du parti (un poste qu'il a convoité pendant quelques années) en 1981. Il est porte-parole de l'opposition sur l'emploi et résiste à une tentative de Michael Foot de le remplacer par Neil Kinnock (qu'il n'aimait pas) en 1982. 
Après l'élection de Kinnock à la tête du parti en 1983, Varley annonce qu'il se retirerait du Parlement aux élections générales suivantes. Cependant, il est nommé président de Coalite plc, une société privée fabriquant des produits à base de charbon, y compris un combustible sans fumée semblable au coke du même nom, et démissionne de son siège en janvier 1984. Ironiquement, cela ouvre la voie à Tony Benn pour revenir à la Chambre des communes en tant que successeur de Varley au siège. Varley sert cinq ans chez Coalite, puis occupe d'autres postes d'administrateur, y compris un directeur régional de la Lloyds Bank de 1987 à 1991, Ashgate Hospice Ltd, 1987–1996; Cathelco Ltd, 1989–1999 et Laxgate Ltd, 1991–1992. Il est créé pair à vie le 30 mai 1990 en prenant le titre de baron Varley, de Chesterfield dans le comté de Derbyshire. 

## Vie privée
Méthodiste pratiquant toute sa vie, il épouse le 11 juin 1955 Marjorie Turner, une vendeuse de 21 ans, à l'église méthodiste Middle Duckmanton. Elle est la fille d'Alfred Turner, un mineur de charbon. Ils ont un fils, Roger. 
Eric Varley est décédé le 29 juillet 2008 d'un cancer à son domicile